# بطولة كاريوكا 1999
بطولة كاريوكا 1999 هو موسم من بطولة كاريوكا. أشرف على تنظيمه Federação de Futebol do Estado do Rio de Janeiro ‏، وكان عدد الأندية المشاركة فيه 13، وفاز فيه نادي فلامنغو.